# Territoriale prelatuur São Félix
De territoriale prelatuur São Félix (Latijn: Praelatura Territorialis Sancti Felicis) is een rooms-katholieke territoriale prelatuur met als zetel São Félix do Araguaia, in Brazilië. De prelatuur is suffragaan aan het aartsbisdom Cuiabá.

## Geschiedenis
De prelatuur werd opgericht op 13 mei 1969, uit delen van de territoriale prelaturen Cristalândia, Registro do Araguaia en Santíssima Conceição do Araguaia.

## Parochies
De prelatuur had in 2021 een oppervlakte van 155.000 km2 en telde 178.800 inwoners waarvan 85,7% rooms-katholiek was.

## Prelaten
- Pedro Casaldáliga Plá (27 augustus 1971 - 2 februari 2005; apostolisch administrator sinds 27 april 1970)
- Leonardo Ulrich Steiner (2 februari 2005 - 21 september 2011)
  - Eugène Lambert Adrian Rixen (apostolisch administrator: 21 september 2011 - 21 maart 2012)
- Adriano Ciocca Vasino (21 maart 2012 - 13 maart 2024)
- Lucio Nicoletto (13 maart 2024 2012 - heden)

Cuiabá (aartsbisdom) · Barra do Garças · Diamantino · Juína · Primavera do Leste-Paranatinga · Rondonópolis-Guiratinga · São Félix (territoriale prelatuur) · São Luíz de Cáceres · Sinop